# Орловский, Радослав Владимирович
Радислав Владимирович Орловский (бел. Радзіслаў Уладзіміравіч Арлоўскі; 9 марта 1970, Краснодар, СССР) — белорусский футболист и тренер. Воспитанник краснодарского футбола и ставропольского спортинтерната. Позже — совладелец пиццерии.

## Клубная карьера
Профессиональную карьеру начал в 1987 году в «Нарте» из Черкесска. Четыре месяца в 1989 году провёл за команду «Старые Дороги». Через два года перешёл в минское «Динамо», за которое провёл 4 сезона, сыграв 51 матч и забив 8 голов. В 1996 году был игроком «Динамо-93». В 1997 году перебрался в московское «Торпедо». В 2001 году играл за воронежский «Факел». В следующем году перешёл в латвийский «Металлург» из Лиепаи. Сезон 2002/03 провёл в «Звезде-БГУ». Карьеру окончил в 2004 году во второй команде ФК «Минск».

## Карьера за сборную
Дебют за сборную Беларуси состоялся 28 октября 1992 года против сборной Украины (первый официальный матч сборной). Всего провёл 26 матчей и забил 2 гола.

### Голы за сборную
| # | Дата           | Место                      | Соперник | Счёт | Результат | Турнир            |
| - | -------------- | -------------------------- | -------- | ---- | --------- | ----------------- |
| 1 | 30 января 1993 | Национальный стадион, Лима | Перу     | 1:0  | 1:1       | Товарищеский матч |
| 2 | 7 июня 1998    | Динамо, Минск              | Литва    | 1:0  | 5:0       | Товарищеский матч |

| №        | Дата             | Оппонент  | Счёт | Голы | Пасы | Карточки | Минуты  | Соревнование                        |
| -------- | ---------------- | --------- | ---- | ---- | ---- | -------- | ------- | ----------------------------------- |
| 1e-06    |                  |           |      |      |      |          |         | Игрок команды «ФК Динамо (Минск)»   |
| 1        | 28 октября 1992  | Украина   | 1:1  | —    | —    | —        | 90'     | Товарищеский матч                   |
| 2        | 27 января 1993   | Эквадор   | 1:1  | —    | —    | —        | 90'     | Товарищеский матч                   |
| 3        | 30 января 1993   | Перу      | 1:1  | 3′   | —    | 56'      | 56'     | Товарищеский матч                   |
| 3.000002 |                  |           |      |      |      |          |         | Игрок команды «Динамо-93»           |
| 4        | 31 июля 1996     | Литва     | 2:2  | —    | —    | —        | 45'     | Товарищеский матч                   |
| 5        | 31 августа 1996  | Эстония   | 1:0  | —    | —    | 16' 40'  | 40'     | Отбор ЧМ-1998 (группа 4)            |
| 6        | 9 октября 1996   | Латвия    | 1:1  | —    | —    | —        | 90'     | Отбор ЧМ-1998 (группа 4)            |
| 7        | 5 января 1997    | Египет    | 0:2  | —    | —    | —        | 90'     | Товарищеский матч                   |
| 7.000003 |                  |           |      |      |      |          |         | Игрок команды «ФК Торпедо (Москва)» |
| 8        | 30 апреля 1997   | Латвия    | 0:2  | —    | —    | —        | 66'     | Отбор ЧМ-1998 (группа 4)            |
| 9        | 8 июня 1997      | Шотландия | 0:1  | —    | —    | —        | 67'     | Отбор ЧМ-1998 (группа 4)            |
| 10       | 20 августа 1997  | Швеция    | 1:2  | —    | —    | —        | 58'     | Отбор ЧМ-1998 (группа 4)            |
| 11       | 7 сентября 1997  | Шотландия | 1:4  | —    | —    | —        | 39' 51' | Отбор ЧМ-1998 (группа 4)            |
| 12       | 10 сентября 1997 | Австрия   | 0:1  | —    | —    | —        | 13' 77' | Отбор ЧМ-1998 (группа 4)            |
| 13       | 11 октября 1997  | Австрия   | 0:4  | —    | —    | —        | 90'     | Отбор ЧМ-1998 (группа 4)            |
| 14       | 7 июня 1998      | Литва     | 5:0  | 10′  | —    | —        | 67'     | Товарищеский матч                   |
| 15       | 19 августа 1998  | Литва     | 3:0  | —    | —    | —        | 39' 51' | Товарищеский матч                   |
| 16       | 31 марта 1999    | Италия    | 1:1  | —    | —    | —        | 90'     | Отбор ЧЕ-2000 (группа 1)            |
| 17       | 19 мая 1999      | Россия    | 1:1  | —    | —    | —        | 90'     | Товарищеский матч                   |
| 18       | 5 июня 1999      | Дания     | 0:1  | —    | —    | —        | 90'     | Отбор ЧЕ-2000 (группа 1)            |
| 19       | 19 августа 1999  | Россия    | 0:2  | —    | —    | —        | 45'     | Товарищеский матч                   |
| 20       | 4 сентября 1999  | Уэльс     | 1:2  | —    | —    | —        | 59'     | Отбор ЧЕ-2000 (группа 1)            |
| 21       | 9 октября 1999   | Италия    | 0:0  | —    | —    | —        | 90'     | Отбор ЧЕ-2000 (группа 1)            |
| 22       | 26 апреля 2000   | Андорра   | 0:2  | —    | —    | —        | 45' 46' | Товарищеский матч                   |
| 23       | 4 июня 2000      | Эстония   | 0:2  | —    | —    | —        | 90'     | Товарищеский матч                   |
| 24       | 16 августа 2000  | Латвия    | 1:0  | —    | 1    | —        | 86'     | Товарищеский матч                   |
| 25       | 2 сентября 2000  | Уэльс     | 2:1  | —    | —    | —        | 85'     | Отбор ЧМ-2002 (группа 5)            |
| 26       | 7 октября 2000   | Польша    | 1:3  | —    | —    | —        | 22' 68' | Отбор ЧМ-2002 (группа 5)            |

Итого: сыграно матчей: 26 / забито голов: 2; победы: 5, ничьи: 8, поражения: 13.

## Матчи в еврокубках

### «Торпедо» (Москва)
- Кубок Интертото 1997: 5 матчей
- Кубок УЕФА 2001/2002: 5 матчей (2 гола)

## Достижения
- Чемпион Беларуси: 1992, 1993, 1994, 1995
- 3 место Российской Премьер-лиги: 2000
- 3 место Высшей лиги Латвии: 2002